# Galway Kinnell
Galway Kinnell (Providence, 1º febbraio 1927 – Sheffield, 28 ottobre 2014) è stato un poeta statunitense.
Fin dalla prima raccolta, Che regno era (What a Kingdom It Was, 1960), la sua poesia di mistico moderno fissa il percorso simbolico di una esistenza divisa fra sofferenza notturna e l'idillio del giorno, tra l'adesione al mondo materiale, sociale, contemporaneo, e l'immersione nella tenebra. In Poesie della notte (1968) e Il libro degli incubi (The Book of Nightmares, 1971) l'ansia di conciliare gli opposti, mai appagata in Kinnell, trova precisi modelli formali nella ricerca alchemica - nella metafora del fuoco rigeneratore - e nel processo onirico, che coinvolgono la scrittura in uno scomporsi e ricrearsi di nuove strutture lessicali.
Artista dai molti maestri (Walt Whitman, Gerard Manley Hopkins, William Butler Yeats, Pablo Neruda, Yves Bonnefoy, da lui tradotto, come anche François Villon) e dal lungo apprendistato, Kinnell è stata una delle voci più forti ed inquietanti della poesia americana contemporanea.
Ottenne il Premio Pulitzer per la poesia nel 1983 per l'opera Selected Poems.

## Opere principali
- What a Kingdom It Was, (1960)
- Flower Herding on Mount Monadnock, (1964)
- Body Rags, (1968)
- The Book of Nightmares, (1973), ISBN 978-0-395-12098-9
- The Avenue Bearing the Initial of Christ into the New World: Poems 1946-64 (1974)
- Mortal Acts, Mortal Words, (1980), ISBN 978-0-395-29125-2
- After Making Love We Hear Footsteps, (1980)
- Blackberry Eating, (1980)
- Selected Poems, (1982), ISBN 978-0-395-32045-7
- How the Alligator Missed Breakfast, (1982), ISBN 978-0-395-32436-3
- The Fundamental Project of Technology, (1983)
- The Past, (1985), ISBN 978-0-395-39385-7
- When One Has Lived a Long Time Alone, (1990), ISBN 978-0-394-58856-8
- Three Books, (2002), ISBN 978-0-618-21911-7
- Imperfect Thirst, (1996), ISBN 978-0-395-75528-0
- A New Selected Poems, (2001), ISBN 978-0-618-15445-6
- Strong Is Your Hold, (2006), ISBN 978-0-618-22497-5